# 兵庫県道467号木曽上中田線
兵庫県道467号木曽上中田線（ひょうごけんどう467ごう きそかみなかだせん）は、兵庫県淡路市を通る一般県道である。

## 概要
淡路市木曽上から淡路市中田に至る。

### 路線データ
- 起点：淡路市木曽上（兵庫県道66号大谷鮎原神代線交点）
- 終点：淡路市中田（兵庫県道88号志筑郡家線交点）
- 総延長：3.445 km

## 地理

### 通過する自治体
- 淡路市

### 交差する道路
| 交差する道路                                            | 交差する場所 | 交差する場所 |
| ------------------------------------------------------- | ------------ | ------------ |
| 兵庫県道66号大谷鮎原神代線 兵庫県道468号明神安乎線 重複 | 木曽上       | 起点         |
| 兵庫県道88号志筑郡家線                                  | 中田         | 終点         |

### 沿線
- 淡路市立中田小学校